# 免疫原
免疫原（めんえきげん、英: immunogen）は、免疫系の構成要素（抗体やリンパ球）が特異的に結合する可能性のある抗原または物質である。抗原という言葉は、抗体の生成を誘発する能力に由来する。すべての抗原が特異的なリンパ球や抗体によって認識されるが、それらすべての抗原が免疫応答を引き起こすわけではない。免疫応答を引き起こすことができる抗原（免疫原）の能力は免疫原性（英: immunogenicity）と呼ばれる。
免疫原という言葉は抗原という言葉と同じ意味で使われることもあるが、免疫応答を引き起こすことができるのは免疫原だけである。一般的にはどちらも、抗体を生成する能力のある物質（抗原）または、免疫応答を刺激する能力のある物質（免疫原）である。
免疫原は、免疫応答を誘発するエピトープ（決定基）と高分子キャリアからなる完全な抗原と定義することができる。明確な例としてはハプテンがある。ハプテンは低分子化合物で、抗体と結合することはあっても、免疫応答を引き起こすことはできない。その結果、ハプテン自体は非免疫原性であり、より大きなキャリア免疫原性分子と結合するまでは免疫応答を起こすことができない。ハプテン-キャリア複合体は、遊離ハプテンとは異なり、免疫原として作用し、免疫応答を誘発することができる。
1959年までは、免疫原と抗原という言葉は区別されていなかった。

## 使用されるキャリアタンパク質
- キーホールリンペットヘモシアン（英語版） (Keyhole Limpet Hemocyanin、KLH)

これは、キーホールリンペット（Keyhole Limpet、スカシ貝（またはカサガイ、Megathura crenulataとも））から単離された銅含有の呼吸タンパク質である。哺乳類からの進化的距離、高分子量、複雑な構造のため、通常、脊椎動物では免疫原性を示す。
- コンコレパスコンコレパスヘモシアニン（英語版） (Concholepas Concholepas Hemocyanin、CCH)

これはロコ貝（Concholepas Concholepas）から単離されたKLHの代替品である（ブルーキャリア免疫原性タンパク質でもある）。KLHと同様の免疫原性を持っているが、溶解性に優れ、柔軟性に富んでいる。
- ウシ血清アルブミン（Bovine Serum Albumin、BSA）

ウシの血清を原料とし、KLHやCCHと同様の免疫原性を持っている。カチオン化BSA（cBSA）は、免疫原性が著しく向上した高い正電荷のタンパク質である。この変化により、タンパク質に結合可能な抗原の数が増えている。
- オボアルブミン (Ovalbumin、OVA)

OVAは卵白アルブミンとしても知られ、鶏卵白に含まれる主要なタンパク質（60～75％）である。OVAはジメチルスルホキシド（DMSO）に溶解するため、水性緩衝剤に溶解しないハプテンを結合させることが可能である。アジュバントを免疫原と一緒に注射することで、免疫応答を高めることができる。

## 免疫学的アジュバント
アジュバント（英: adjuvant、ラテン語: adiuvare (助ける)）とは、さまざまなメカニズムで免疫応答を高める、抗原とは異なる物質のことである。免疫応答の例を次にあげる。
- 抗原曝露部位へのプロフェッショナルな抗原提示細胞（APC）の動員
- 遅延／徐放（デポ生成）による抗原の送達の増加
- サイトカイン産生による免疫調節（Th1またはTh2応答の選択）
- T細胞応答の誘導（ペプチド-MHC複合体の長時間の曝露（シグナル1）およびAPC表面でのT細胞活性化共刺激分子の発現の刺激（シグナル2））
- ターゲティング（例：APC上のレクチン受容体を標的とする炭水化物アジュバント)

アジュバントは、1920年代からワクチンの効率を高めるための添加剤として使用されてきた。一般的にアジュバントの投与は、実験免疫学と臨床現場の両方において、質・量ともに高いメモリー強化された抗体応答を確保するために使用されており、それには特異的な免疫応答の産生を最大化する方法で抗原を調製し、投与する必要がある。一般的に使用されるアジュバントとしては、完全フロイントアジュバントおよび不完全フロイントアジュバント、水酸化アルミニウムやリン酸アルミニウムの溶液などがある。